# Asgata
Asgata (gr. Ασγάτα) – wieś w Republice Cypryjskiej, w dystrykcie Limassol. W 2011 roku liczyła 417 mieszkańców.